# Aotus hershkovitzi
Aotus hershkovitzi är en däggdjursart som beskrevs av Ramirez-Cerquera 1983. Aotus hershkovitzi ingår i släktet nattapor och familjen Aotidae. Inga underarter finns listade. Djuret är kanske bara en underart eller avskild population av Aotus lemurinus och därför listas Aotus hershkovitzi inte av IUCN.
Beskrivningen gjordes efter två individer som hittades vid Río Cusiana i Colombia.
Pälsen på ovansidan bildas av hår som är på de första 19 mm mörkbruna med olivgrå skugga. Hårens 8 mm långa spets är ljusbrun till rödbrun. Dessutom finns några svarta hår inblandade. Kroppens sidor är allmänt ljusare än ryggens topp och överarmarna samt låren är ännu ljusare. Svansen blir efter hälften mörkare till svartaktig. En mörk längsgående strimma på ryggens topp saknas. Aotus hershkovitzi har en annan karyotyp än andra arter av samma släkte. Två exemplar av arten hade en kroppslängd (huvud och bål) av 28,5 respektive 30 cm, en svanslängd av cirka 32 cm, cirka 9 cm långa bakfötter och ungefär 3 cm långa öron.
Hanar och honor väger cirka 1 kg. Liksom andra nattapor har de stora ögon och en klo vid fjärde tån av bakfoten för att vårda pälsen.
Individerna rör sig vanligen på fyra fötter och de kan även hoppa från gren till gren. De äter främst frukter samt några insekter. En flock består av ett föräldrapar och deras ungar. För kommunikationen har de olika läten och kroppsspråk.
Honor har vanligen varje år en kull med en unge eller sällan tvillingar. Modern ger ungen di men annars är fadern ansvarig för ungens uppfostring. Ungen lämnar sin flock efter 2,5 till 3,5 år.